# ベータマックス

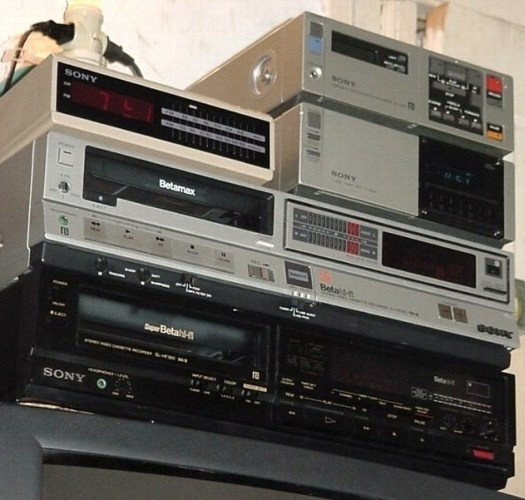
ベータマックスのビデオデッキ（下から1、2段目の各1台と、右側最上部の1台）

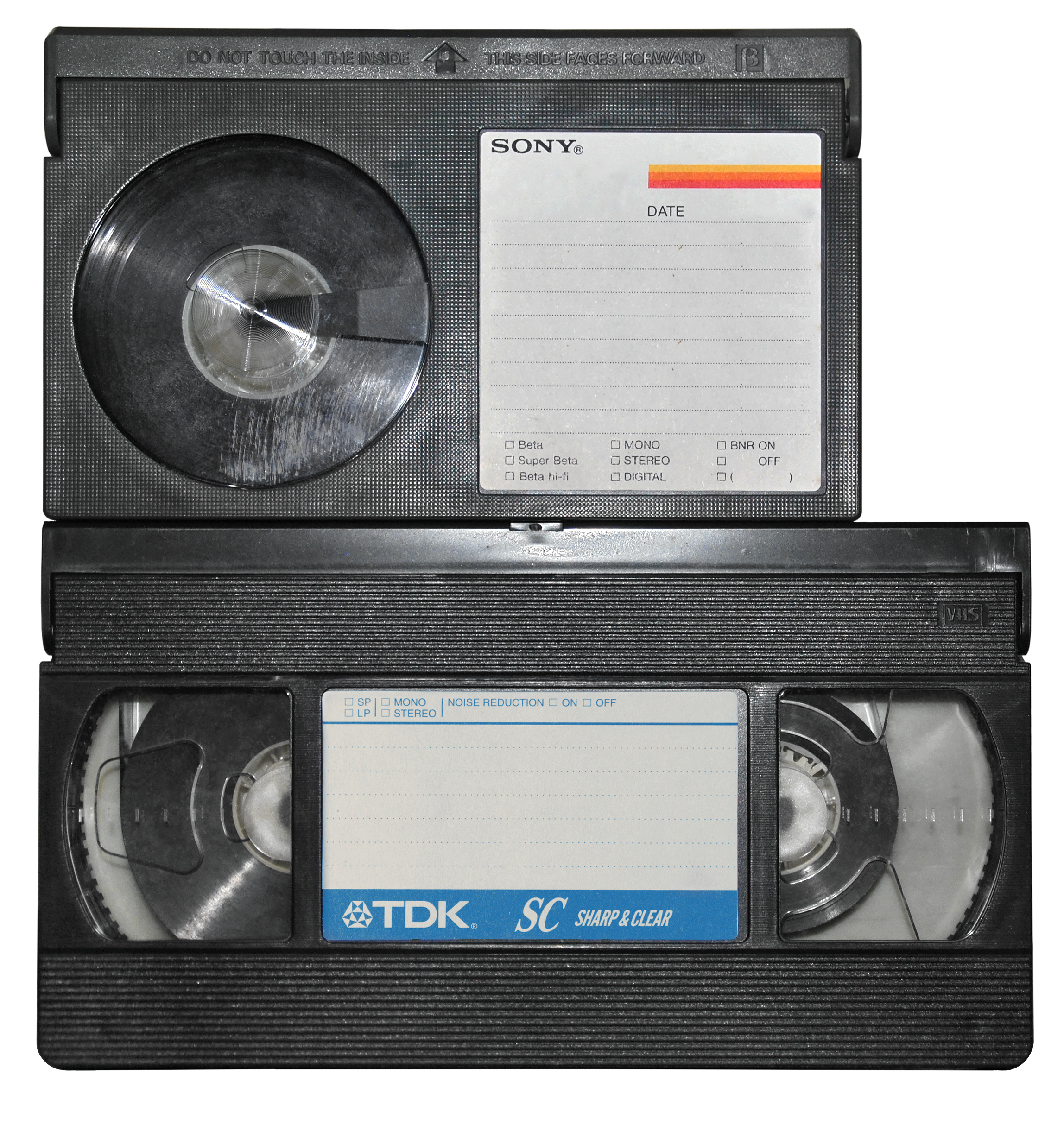
テープサイズの比較。
ベータマックス（上）とVHS（下）

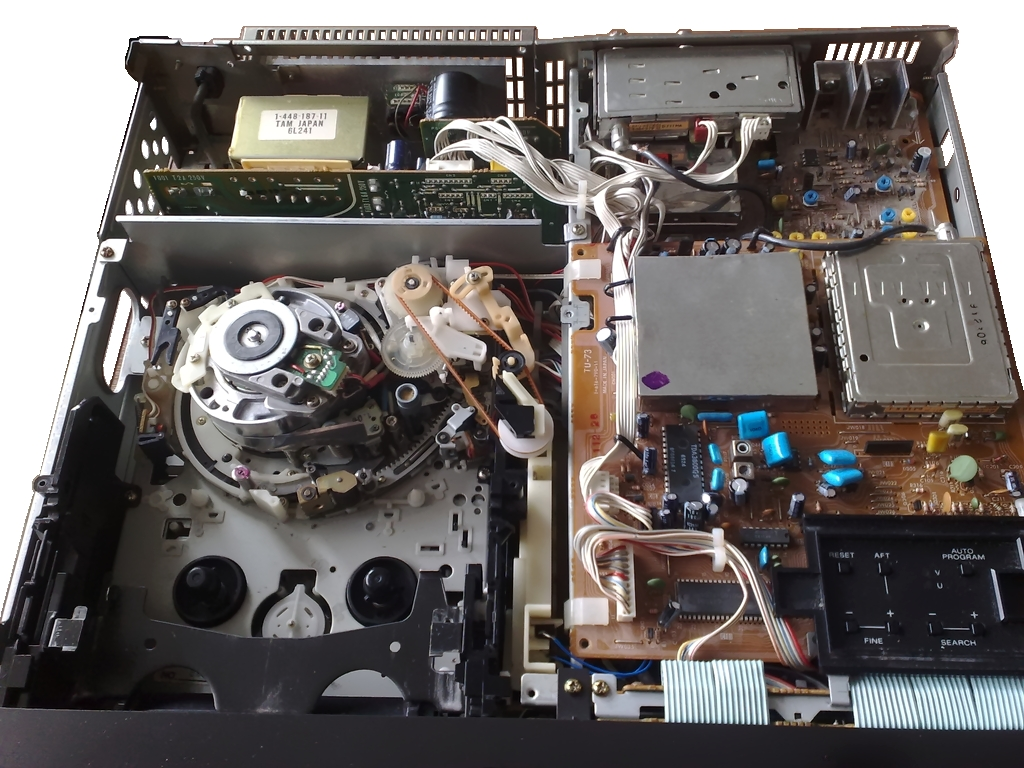
ビデオデッキの内部構造（SL-HF150）

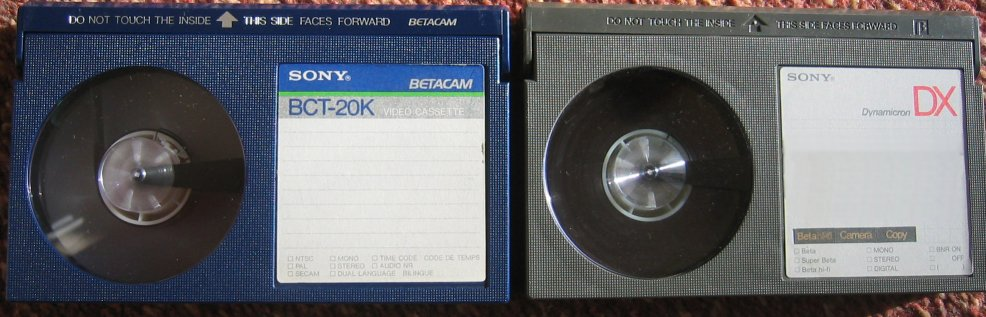
ベータカム（左）とベータ方式（右）のビデオテープ

ベータマックス（βマックス、Betamax）は、ソニー（現：ソニーグループ）が開発・販売していた家庭向けビデオテープレコーダ（以下VTRと表記）の名称、およびその規格である。規格全体を指す名称としては、東芝や三洋電機などが参画した時点から「ベータフォーマット」や「ベータ規格」、「ベータ方式」を用いていた。Hi-Band ベータ（ハイバンドベータ）やEDベータ（Extented Definition Beta、ED Beta）もベータマックスの記録フォーマットの一種である。この項では規格および製品について詳述する。

## 概要
本格的家庭用VTR規格として、VHSと共に大々的に販売されたカセットテープ型VTR規格である。1号機であるSL-6300は1975年（昭和50年）4月16日に発表され、同年5月10日に発売された。
これ以前の家庭用VTR規格はいずれも本格的な普及を見なかったが、低価格での販売が可能になった事も含め、ベータマックスのヒットにより家庭用VTR市場が開拓され、初期段階ではVHSよりも高いシェアを占めていた。VTRの世帯普及率が高まる中でVHSと業界を二分した熾烈な販売競争（ビデオ戦争）に敗れ、1984年度（昭和59年度）をピークに販売台数が減少に転じ、2002年（平成14年）に規格主幹のソニーも生産を終了した。ソニー製ベータマックスVTRは日本国内で累計約400万台（全世界で累計約1,800万台以上）が生産され、ビデオカセットはピーク時の1984年度には年間約5000万巻が出荷されていた。
VHSに対する劣勢が顕著となった1980年代前半には、VHSに先行して複数の技術革新が行われた。ビデオカメラとビデオデッキを一体化したカメラ一体型VTR「ベータムービー」の発売（1983年）、音声FM記録による音質の大幅な改善を図ったBeta hi-fiの発売（1983年）、FMキャリアを高周波数化することで水平解像度の向上を図ったHi-Band Betaの発売（1985年）などである。いずれもVHS陣営が対抗規格や対抗機種を開発したために劣勢を覆すことはできず、販売台数の減少に拍車がかかった。1987年（昭和62年）にVHS陣営がS-VHSを投入すると画質面で追い抜かれたが、直後にメタルテープ使用の高画質新規格であるEDベータを発売して画質面で再び優位に立ったものの、市場に浸透しなかった。
ソニーが1988年（昭和63年）にVHS方式VTRの製造販売に参入して以降もベータマックスの生産と販売は継続されたが、新規機種の投入は減少し、構成部品の調達が困難になったことから2002年（平成14年）8月27日に生産終了を発表して市場から姿を消した。
ベータ方式の代名詞である「ベータマックス」の名称は、ソニーの商標として登録されており、東京芝浦電気（現：東芝）、三洋電機、アイワ、新日本電気（NEC：日本電気ホームエレクトロニクス）、ゼネラル（現：富士通ゼネラル）、パイオニアなどが参入した時点で、システム全体の名称は「ベータフォーマット」「ベータ方式」などとされていた。東芝・三洋電機はVコード方式からベータ方式に鞍替えしたため、参入当初のカタログ等には「ベータコード方式」の表記を使用していた。自社で開発・製造を行っていたのはソニー・東芝・NEC・三洋電機・アイワの計5社で、ゼネラル・パイオニア等の他各社はOEM供給による販売を行っていた。
日本国外ではSearsやZenith Radio、RadioShack、TATUNG（台湾の大同公司）、DAEWOO（大宇電子）といったメーカー・ブランドでもベータ方式に参入して販売されていたが、ソニー以外の各社は1986年（昭和61年）までにVHSの生産・販売に移行した。オーディオメーカーの日本マランツも三洋電機からのOEM供給により日本国外でベータフォーマットのデッキを販売した実績がある。

## 製品展開
1975年（昭和50年）4月16日に発表され、同年5月10日に発売された1号機であるSL-6300（22万8千円）は、TVチューナーやRFユニット（RFコンバーター）を内蔵せず、テレビ番組を録画再生するにはビデオ端子付きのカラーテレビと接続する必要があった。また、デジタルタイマーを搭載し、SL-6300と接続することでビデオテレビとなる18型コンソールタイプのトリニトロンカラーテレビLV-1801が同時発売された。その2か月後の同年7月10日、一般家庭のカラーテレビに接続可能なRFユニットを付属し、TVチューナー内蔵で裏番組録画可能なSL-7300（29万8千円）が発売された。後に、RFユニットが不要なユーザー向けにRFユニットは別売りとなっている。
1976年（昭和51年）6月に松下電器のVX方式VTR「VX-2000」（21万円）が発売され、ビクターのVHS方式VTR「HR-3300」が10月に25万6千円で発売されると報じられると、同年10月10日に機能を絞って低価格化した「SL-7100」を22万8千円で発売し、ビデオテープを値下げして応じた。
1977年（昭和52年）2月2日午前、アメリカ最大のカラーテレビメーカー（当時）ゼニス・ラジオ（ゼニス社）とのベータマックスの製造・販売提携を発表。同日夕方に、東京芝浦電気（現：東芝）、三洋電機がベータマックス方式の採用を決定し、3社がベータマックスを基本とした「ベータフォーマット」を共同開発して、同年4月から販売すると発表した。同年4月、ソニーがベータマックスX2（エックス2）と名付けられた2時間録画可能な「Sl-8100」、東京芝浦電気がベータ方式VTR1号機のVオート「V-5200」、三洋電機がベータ方式VTR1号機のベータコード「VTC-9000」をそれぞれ発売した。この3機種は共同開発のため、デザイン・性能・価格（販売価格25万5千円、RFユニット1万3千円）は同一となっている。なお、東芝・三洋は2時間専用機の開発を主張していたが、ベータマックスの既存機との互換性からX1（1時間）・X2（2時間）切り替え機となった。

## VHSと比較した特徴
VHS規格と比較した特徴として、下記のような特徴を持っている。
- カセットが小さい。ソニーの社員手帳（文庫本）サイズ[15]。
- テープとヘッドの相対速度が大きく、画質面で有利（VHSの5.8m/sに対し、βI：6.973 m/s、βII：6.993 m/s）。
- 初期の機種でも特殊再生が行えた。
- テープがデッキに挿入されている間は常にメカにローディングされている「フルローディング」が基本である。このため早送り・巻き戻し動作と再生動作の切替が俊敏であり、操作性に優れていた。また、テープの情報が常にヘッドから読み取れるため、テープカウンターを秒単位で時間表示する「リニアタイムカウンター」も搭載できた。これに対してVHSは、再生時だけテープをローディングする「パートタイムローディング」が基本であった[注釈 4]。
- 常用の標準画質録画（βIIモード）において、L-830テープで200分録画できた。
  - VHSの最長テープは長年T-160（標準モードで160分）だったため、β最末期に至るまで残された数少ないアドバンテージのひとつだった。ソニーのベータ撤退から更に下り、VHS自身も終焉の見え始めた頃になってT-210が発売され、ようやく覆された。
- 長時間録画モード（βIII）の録画時間ではVHS（3倍モード）の方に分があったが、画質ではβIIIの方が遥かに優れていた。
  - VHSの3倍モードの画質は1987年のS-VHS導入を皮切りとして1990年代に様々な技術的改良が行われて実用に耐えるレベルとなっていったが、その頃にはすでにベータは市場から事実上撤退していた。
- テープのリーダー（先端・終端）部分はアルミテープになっており、センシングコイルにより先端と終端を検出、自動停止するためセンサーの耐久性に優れ、巻き戻しや早送り時にテープ自体を傷めない構造となっている。VHS規格はリーダー部分が透明になっており、光検出により自動停止する。この光検出手法はテープの作成が安価になる反面、フォトトランジスタの耐久性の問題、カセットハーフの構造自体を変えにくい（ハーフの色や確認窓を変えられない）ためデザイン面で制約が出るなどの欠点があった。ベータテープには発売当初からグレーや白、藍色などのハーフが存在したが、VHSテープが1990年頃まで黒しか発売されなかったのはこのためである（しかし、後にカラーカセットでも不透明ならば光検出に問題ないことが判明している）。

性能的にも優れたものだったが、VHSより部品点数が多く、調整箇所も高い精度を要求される構造により、家電メーカーにとって家庭用ビデオの普及期に廉価機の投入が難しかったという欠点も持ち合わせていた。東芝や三洋電機からは思い切って機能を省いた廉価機も初期から発売されていた。とは言え規格主幹のソニーが性能重視の姿勢で、廉価機の開発が出遅れたこともあって思いのほかシェアを伸ばすことができなかった。それゆえに「性能が優れているものが普及するとは限らない例」として、初期のレコードの例とともに引き合いに出されることも少なくない。
しかし、ベータ方式を基に策定された放送用規格「BETACAM」は、20年以上に渡り世界の放送業界のデファクトスタンダードとなり、Digital BETACAMやHDCAMなど、再生互換性を持つ製品バリエーションを増やしながら2016年3月末まで販売されていた。また、ベータ方式の録画用ビデオテープもソニーマーケティングが運営するソニーストアで注文可能だったが、この録画用ビデオテープも2016年3月をもって出荷終了することがアナウンスされた。
2009年（平成21年）、「VHS方式VTRとの技術競争を通じて、世界の記録技術の進歩に大きく貢献した機種として重要である。」として、家庭用ベータ方式VTR1号機「SL-6300」が国立科学博物館の定めた重要科学技術史資料（未来技術遺産）として登録された。

## 名称
『Betamax』の名称は、記録方式として磁気テープ上の未記録領域であるガードバンドを廃し（βIsモードにはガードバンドあり）、記録再生ヘッドのアジマスを互い違いにずらしてフィールド単位の信号を隣接して記録する「アジマス記録方式」が「情報を詰めてベタに記録している状態」から通称「ベタ記録」と開発現場で呼ばれていたこと、テープローディング時の形状がβの字に似ている、英語の「better（ベター、より良い）」に響きが通じ縁起が良い、などから「ベータ」案が提言され、それに最高・最大という意の「MAX」を組み合わせて命名された。

## フォーマット概要
- 記録方式：FM ヘリカルスキャンアジマス方式
- 記録ヘッド数：2
- ヘッドドラム径：74.487 mm
- ヘッドドラム回転数：約30 Hz（約1800 rpm）
- テープ幅：12.65 mm（1/2インチ）
- テープ送り速度：βI・βIs - 40.0 mm/s / βII - 20.0 mm/s / βIII - 13.3 mm/s
- 記録トラック幅：βI - 約58 µm / βIs - 39 µm（ソニー機）・33 µm（NEC機） / βII - 29 µm / βIII - 19.5 µm
- 信号方式：（ノーマルモード、その他のモードは記録モード一覧を参照）
  - 映像信号：周波数変調（FM）シンクチップ：3.6 MHz/白ピーク：4.8 MHz：クロマ信号：低域変換方式
  - 音声信号：2チャンネル長手方向記録（ノーマル音声トラック）、FM変調記録（Beta hi-fi）
- テープ仕様
  - 厚み：L-500以下 - 19.0 µm / L-750 - 14.5 µm / L-830 - 12.5 µm / EL-500・EL-750（ED Metal）- 19.0 µm
  - 保磁力：60kA/m（Betamax）、124kA/m（ED Metal）
  - 残留磁束密度：180mT（Betamax）、260mT（ED Metal）

## 規格の経緯

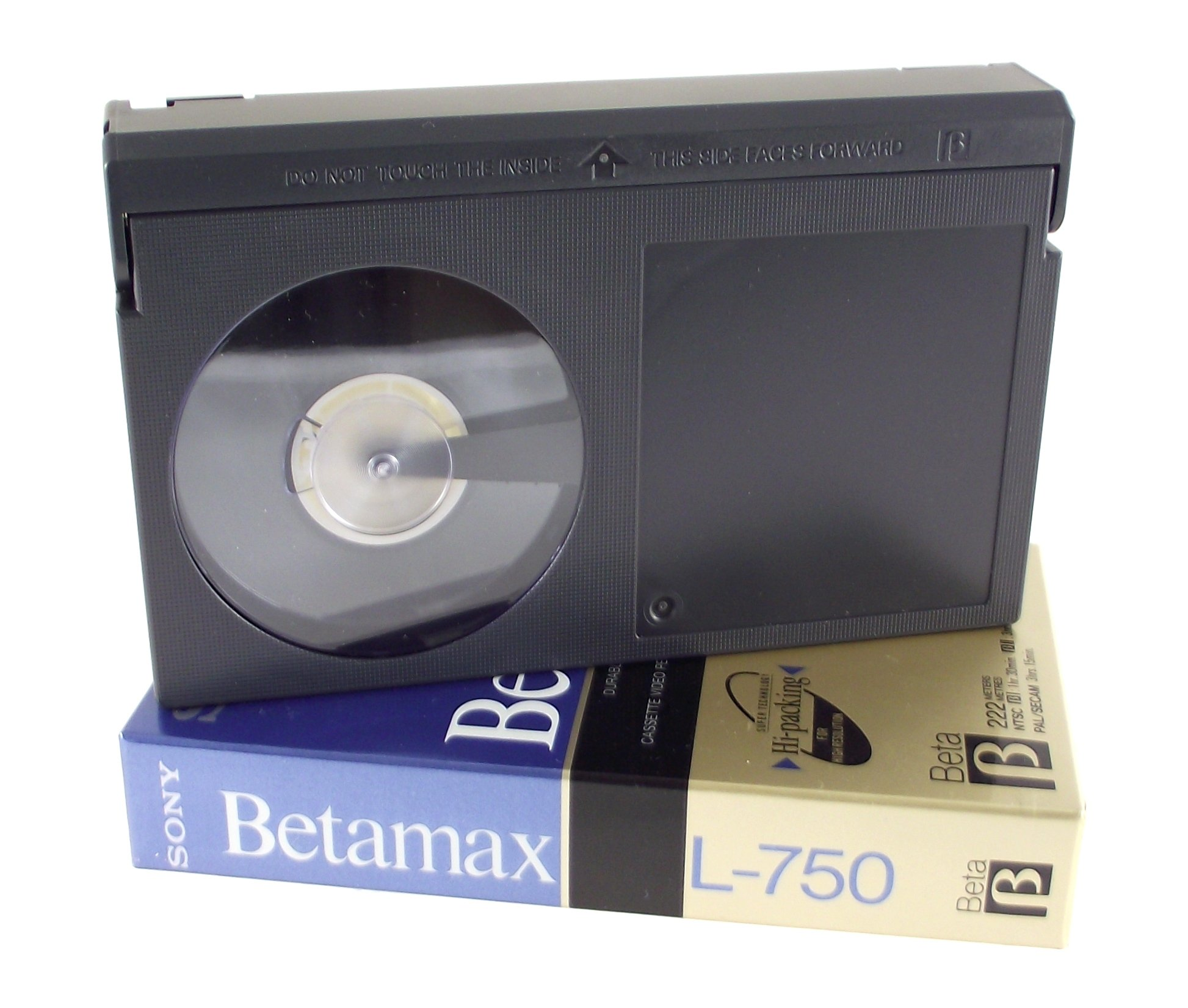
ベータ方式カセットの表面

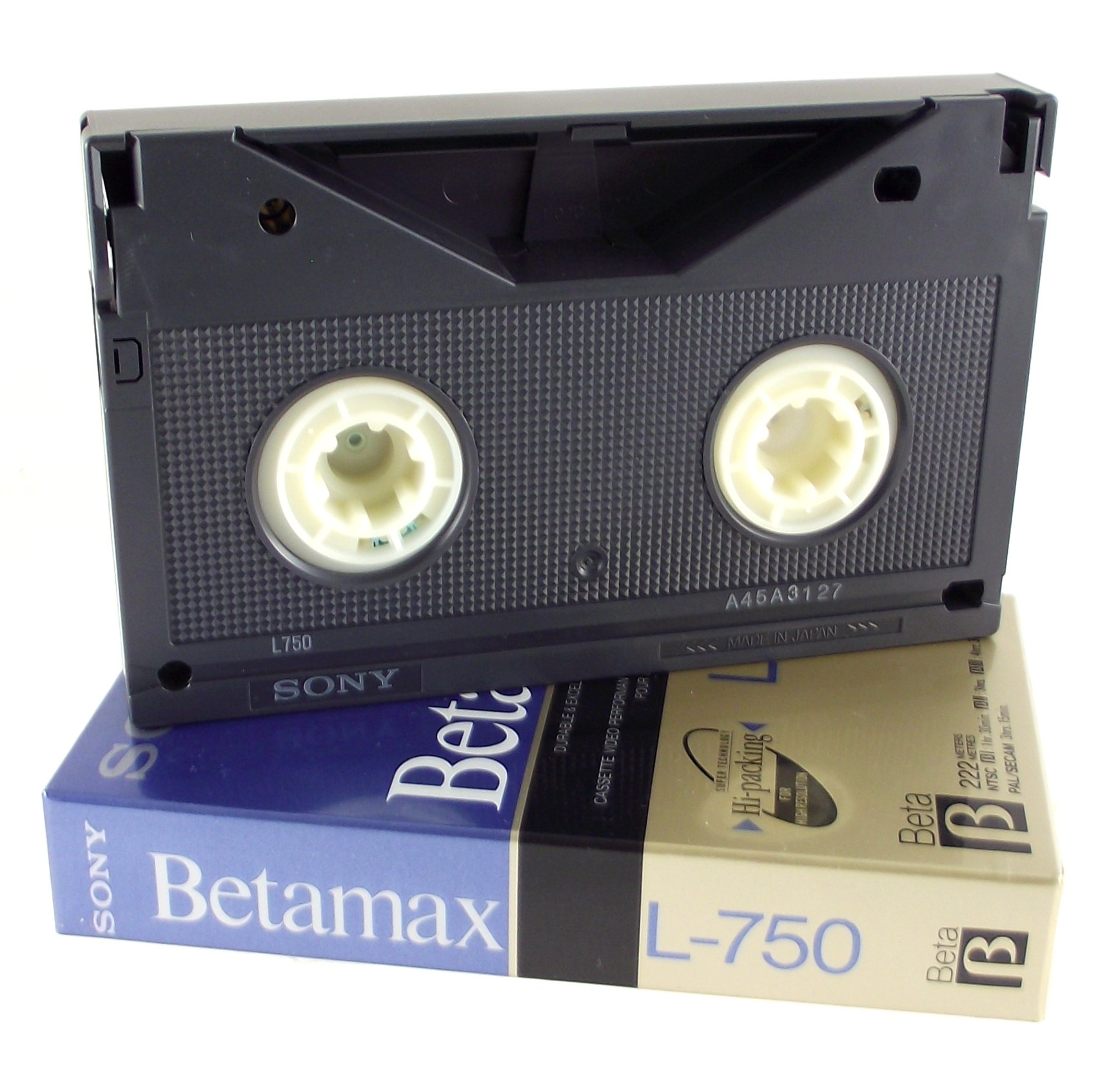
ベータ方式カセットの裏面

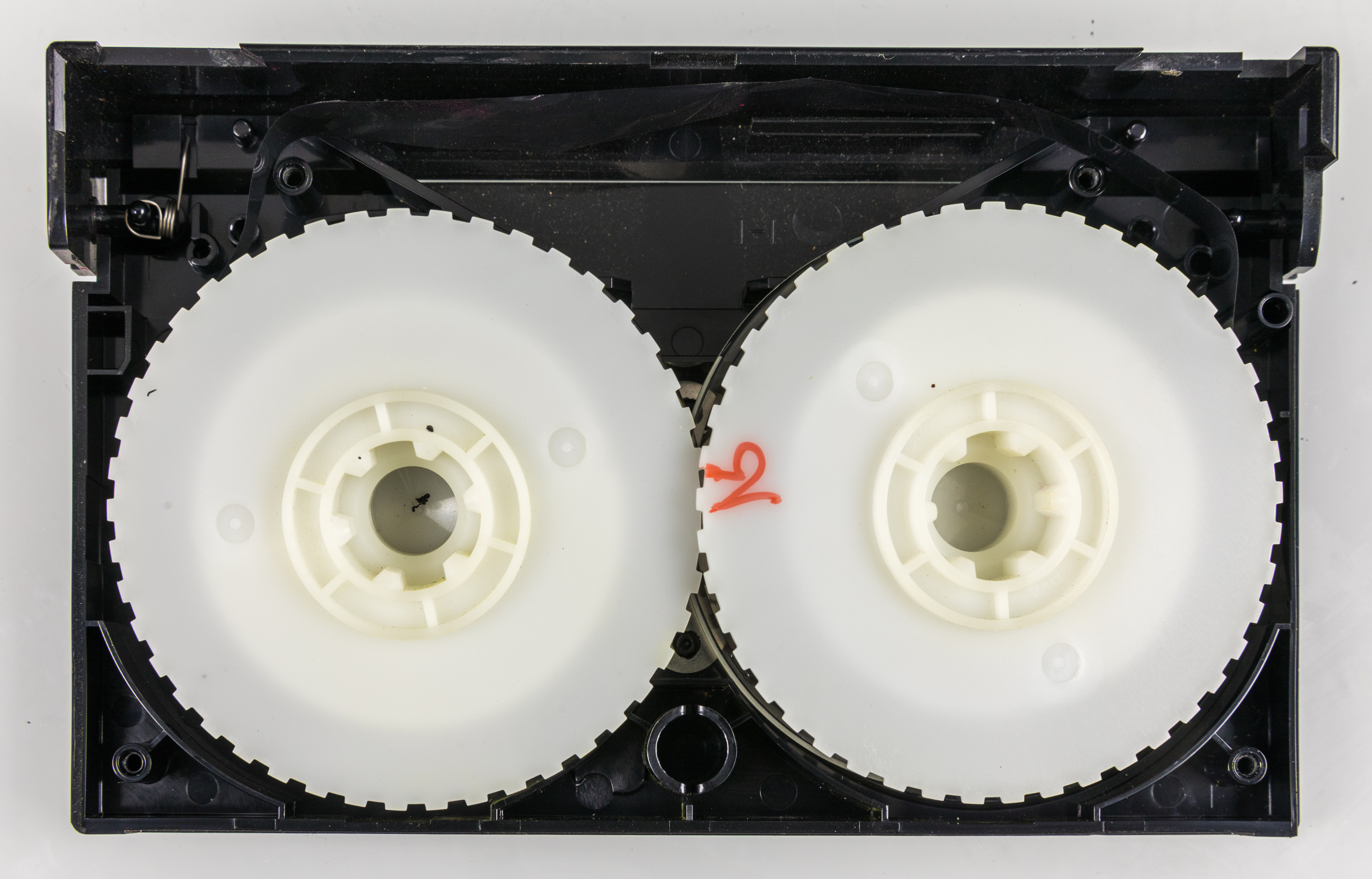
ベータ方式カセット内側の構造

一般的に画質の良さが特徴として謳われていたが、本来の基本規格（後にβI・ベータワンと命名）から、VHSとの競合で生まれた2倍モードであるβII（ベータツー）へと実質的標準モードが移行した時点でVHS標準モードとは大差がなくなり、ソニー製ベータが解像感優先の再生画でVHSがSN比（ノイズの少なさ）優先の再生画といった「再現性の差異」がそれぞれの特徴となった。
画質についてはソニー製機種の傾向が大きく取り上げられていたが、東芝は解像感とSN比のバランスを重視した平均的な調整で、NEC・三洋電機がβIIIモードの再生画質に配慮するためSN比を重視しVHSに近い画質、といったメーカー毎の傾向もあった。
日本電子機械工業会により、EIAJ CP-0511「磁気記録用カセットVTR及びカセット（ベータフォーマット方式12.7mm平行2リール形）」として、日本工業規格では、JIS C 5582「ベータフォーマット方式12.65mm（0.5in）磁気テープヘリカル走査ビデオカセットシステム」として規格が定められていたが、いずれも廃止されている。

### 録画モードの推移
ソニーはUマチックと同等の性能・機能を維持した上での小型化を目標としていたため、録画時間は1時間（K-60テープ使用時）とされていた。しかしVHSが当初より2時間録画を標準としており、それへの対抗としてテープ速度を1/2としたX2記録モード（ベータマックスX2）を開発、後にβIIと命名されてベータ方式の実質的標準記録モードとなった。
基本フォーマットに対し偶数倍のテープ速度では、記録方式のアンマッチングによる再生画への影響が大きく（いわゆる「H並べ」不成立によるモアレ発生や特殊再生の対応困難など）、それに対応するため再生画の信号処理が当初規格（βI）から変更されている。これを基にしてβIII（長時間録画モード・βIから見て三倍モード相当）やβIsモードが構築され、新しいベータマックス及び賛同各社の共通フォーマットとなった（ベータフォーマット）。このことは、βIIでの音質や特殊再生機能の面で影響を及ぼし、当初方式のβIモードがベータフォーマット標準仕様から外れたため、再生可能環境が限られることとなった（ソニーのみβI再生機能を搭載、他メーカーはサポートせず）。
| モード | テープ速度 | K-30 | K-60 | L-85 | L-125 | L-165 | L-250 | L-330 | L-370 | L-500 | L-660 | L-750 | L-830 |
| ------ | ---------- | ---- | ---- | ---- | ----- | ----- | ----- | ----- | ----- | ----- | ----- | ----- | ----- |
| βI/βIs | 40.0mm/s   | 30   | 60   | 10   | 15    | 20    | 30    | 40    | 45    | 60    | 80    | 90    | 100   |
| βII    | 20.0mm/s   | 60   | 120  | 20   | 30    | 40    | 60    | 80    | 90    | 120   | 160   | 180   | 200   |
| βIII   | 13.3mm/s   | 90   | 180  | 30   | 45    | 60    | 90    | 120   | 135   | 180   | 240   | 270   | 300   |

- K-30 / K-60はβII登場に伴い、L-250 / L-500に表記を変更した。

### Beta hi-fi
元来から音声記録トラックの問題で音質が優れているとは言い難かった各ビデオ規格だったが、ベータフォーマットにおいてはβIIモードがVHS標準モードよりテープ速度が遅くなって不利となった。そのため再生イコライザの調整で音質のバランスを取ろうとしたが、ヒスノイズが目立つなどしたため、ソニーは一部の上位機種（SL-J7・SL-J9などのステレオ対応機）にβNR（ベータノイズリダクション。dbx、および東芝が開発したadres、三洋電機が開発したSuper Dに限りなく近い音声ノイズリダクションシステム）を搭載するなど、音質面での劣勢をカバーすべく努力していた。
音質面での不利を克服して更なる差別化を図るため、1983年に「Beta hi-fi」（音声FM記録）を開発してベータ陣営各メーカーが採用、圧倒的な改善が図られてVHSとの大きな差別化となった。しかしわずか1ヶ月後にはVHSも独立ヘッドで磁気深層記録を行うVHS-HiFiを導入し、これに追随した。
Beta hi-fi方式は映像ヘッドでBeta hi-fi記録を行うため、VHS-HiFi方式に見られる映像・HiFi音声のトラッキング不一致が原理的に発生せず、他機での再生時も安定して再生が行えるメリットがあった（ただし、他機再生ではDCノイズが発生しやすい欠点もあった）。また、VHS-HiFi方式で問題となったヘッド切り替えタイミングのスイッチングノイズは原理的に発生しない。しかし、映像用と同一のヘッドを用いて映像信号帯域の隙間に記録する方式としたため、音声記録帯域を確保する必要から映像信号帯域が若干削られ、それが画質劣化を招いた（映像記録帯域の狭小化や、hi-fi音声信号が映像信号に干渉することによる解像度低下など）。映像記録帯域を若干削っているため、hi-fiでない従来のベータデッキでhi-fi記録のビデオを再生すると、hi-fi音声記録帯域の一部も映像信号として出力してしまうため、映像にビートノイズが入る弊害も起こった。
Hi-Fi化による画質劣化を本格的に改善するため、当時の磁気テープ性能の目覚ましい向上を背景として、一部機種（SL-HF300など）ではFMキャリア周波数を3.6MHzから4.0MHzへと400kHz高周波数化することで解像度低下を補い（後述のHi-Bandベータ導入以後に「隠れハイバンド」などと呼ばれた）、併せて従来よりギャップの狭いヘッドを用いることでβIIモードで問題となっていた隣接トラックからの影響を減らすことに成功、さらにβIIモードでの特殊再生対応として追加ヘッドを搭載するなどした結果、これまでと違った再生画質を追求することが可能となった。
Hi-Fi化による画質劣化は、第1号機のSONYのSL-HF77においては発売当初から既に問題となり、画質改善キットと呼ばれる追加対策が行われた。キットはFMキャリア周波数を3.6MHzから4.0MHzへシフトアップするハイバンド化と、それに伴う基板の部品交換・設定変更だったようで、メーカーでの改造（取付）対応としていた。
ユニークなところでは、映像ヘッドでBeta hi-fi記録を行うという特性を生かして、Hi-Fi回路を別売り（HiFiプロセッサー）にして、追加増設することでBeta hi-fi対応可能なノーマル音声対応デッキ「BetaPlus」もソニー、およびアイワからそれぞれ発売された。

### Hi-Bandベータ
ハイファイ音声導入後に行ったFMキャリアの高周波数化の実績を踏まえ、正式にFMキャリアの更なる高周波数化を施して解像度低下を補い、狭幅ヘッド使用による隣接トラックの影響排除と併せた再生画の再調整を施し、総合的な画像の品質向上を図ったものが「Hi-Bandベータ」フォーマットである。
同時に、より高画質な記録と当時流行しつつあったビデオ編集時のダビングによる画質劣化を抑える目的で、テープ速度をβI相当に速めることで磁気情報量を増した「βIsモード」を開発（旧βI規格とは異なる）、それの更なる高解像度化を図った「SHB Hi-Bandモード」（SHB-βIs、当初はスーパーハイバンドと銘打たれていたが商標登録に支障したため名称を変更）も続けて開発・搭載し、「高画質録画ならベータ」というイメージ戦略を展開した。

### EDベータ
詳細は「EDBeta」を参照。

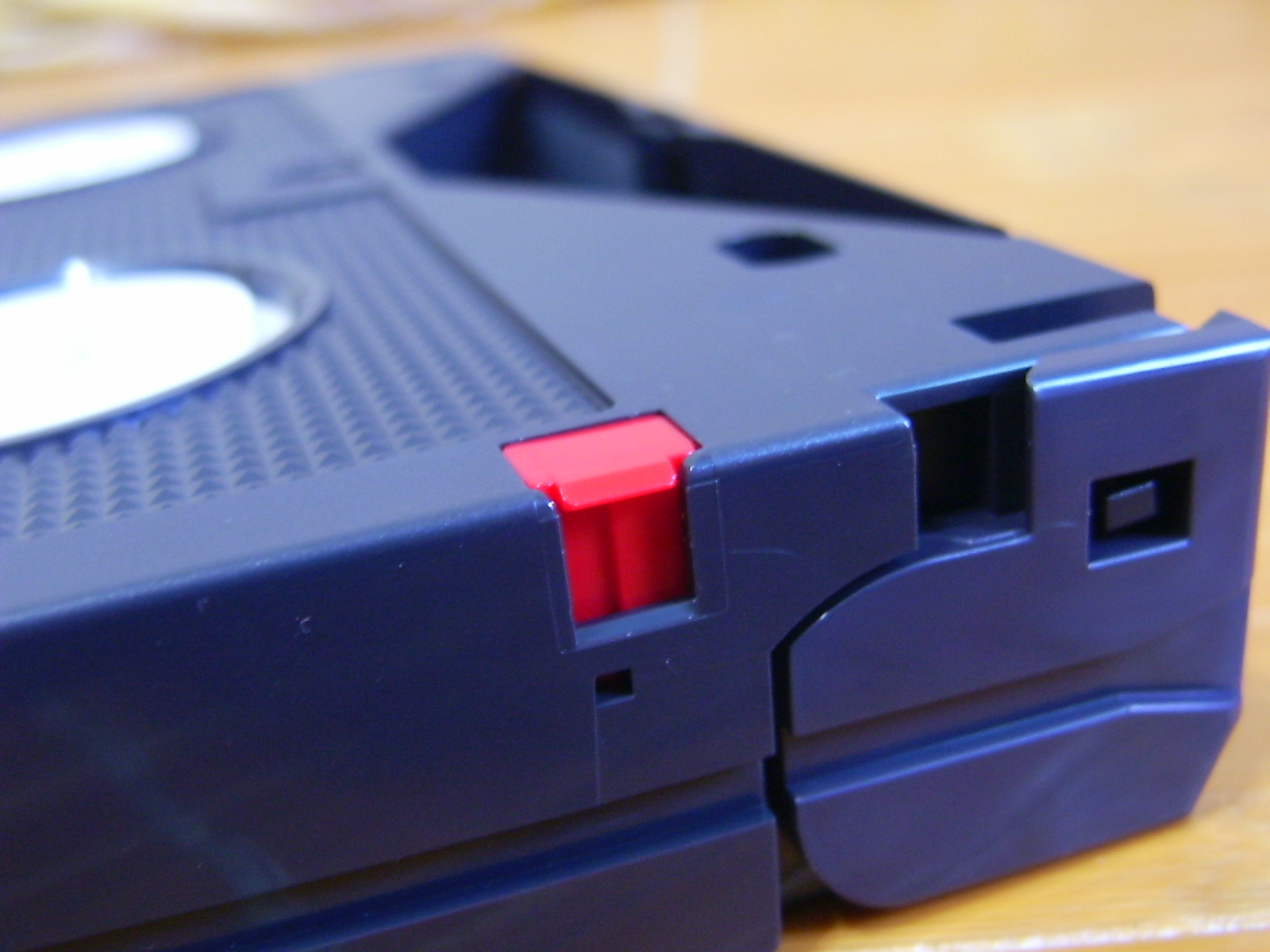
EDベータテープ。誤消去防止用のツメがスライド式になっており、場所も異なる。元の場所には穴が開いており、ツメが折れた状態となっている

その後も更なる「高画質記録」を目指し、VHS陣営が一歩先に開発したS-VHS方式に対抗すべく、記録方式を再設計したEDベータ（ED-βII・ED-βIII）を開発した。その名前が示すとおり、単なるS-VHSの後追いではなく、EDTVへの対応を見越した規格だった。
EDベータは高価なメタルテープを使用して高度な記録領域を得て、FM輝度信号の白ピークレベルを9.3MHzに拡張し、水平解像度500TV本を実現するなど、S-VHS方式より高解像度を得た。だが、結果としてテープの価格を高く設定せざるを得ず、酸化鉄磁性体（従来方式用と同じテープ素材）の高性能テープ使用を前提として開発されたS-VHSには、テープ価格で最終的に大きな差を付けられた。
地上波アナログ放送の水平解像度は330本、BSアナログ放送で350本、レーザーディスクは430本程度が限界であり、S-VHS規格の水平解像度400本で十分対応でき、EDベータの水平解像度500本は明らかにオーバースペックだった。しかもこれは輝度信号の話であり、色信号についてはS-VHSもEDベータもハイバンド化は行っていない。逆にハイバンド化が著しいEDベータは色信号のハイバンド化を行っていないという欠点が、S-VHSよりも更に目立ってしまった。
このEDベータの高解像度を活かすには、EDTVの普及が前提だったが、結局の所は放送局側は将来のデジタル放送への対応に手一杯であり、過渡期の規格であるEDTVにあえて力を注ぐことは無く、ほとんど普及せずに終わった。あるいはビデオソフトの発売が不可欠になるが、ほとんど発売されずに終わった（後述の「四季の丘」シリーズなど一部のみ）。1988年（昭和63年）6月にEDベータ方式カムコーダ・EDC-50を発売したが、発売当時の本体価格が73万円と高額のわりにカメラユニットの画質が十分とはいいがたく、ハイアマチュア及び業務用にわずかに売れたのみだった。
1990年代に入るとS-VHS陣営から実測データ上でもEDベータを凌駕する機種（1992年発売の「ビクター・HR-20000」など）が登場し、新技術が投入されないEDベータは唯一の長所である画質面でも追い抜かれた（詳細は後述）。この頃になるとベータユーザーの関心は「撮りためたベータのテープを可能な限り温存し、画質劣化のないデジタルVTRが登場次第そちらにダビングする」ことに向くようになっていた。
1995年（平成7年）7月に初の家庭用デジタルビデオ規格であるMiniDVビデオカメラが発売され、1997年（平成9年）10月には標準DVカセットに3時間の録画が可能な「DHR-1000」が発売された。これによりベータのテープを高画質でデジタル保存できるようになった。その後は1999年12月に世界初のDVDレコーダー「パイオニア・DVR-1000」が発売、2002年（平成14年）2月にはパソコン用の高画質ビデオキャプチャーカード「カノープス・MTV2000」が発売になり、DVDやHDDへのデジタル保存も可能になった。同年8月、ソニーはベータ方式VTRの生産終了を決定した。

### 記録モード一覧
- ノーマルベータフォーマット - ソニー（全モード）・ベータフォーマット参入各社（βII・βIIIのみ対応）
  - βI（本来のベータマックスの基本モード・録画は最初期のソニー機のみ対応）
  - βII（ベータマックス・ベータフォーマットの実質的標準モード、βIに対する2倍モード）
  - βIII（ベータマックス・ベータフォーマットの長時間モード、βIに対する3倍モードで、βIIからは1.5倍に相当）
- Beta hi-fiフォーマット - ソニー及びベータフォーマット参入各社
  - βII（高音質記録対応のフォーマット・ノーマルベータ機での再生では画像にノイズが入る弊害あり）
  - βIII（高音質記録対応のフォーマット・ノーマルベータ機での再生では画像にノイズが入る弊害あり）
- Hi-Bandベータフォーマット - ソニー・NEC・パイオニア（βIs対応）、アイワ・東芝・三洋電機（輸出用機）（βII・βIIIのみ対応）
  - βIs（Hi-Band βIIを基本としてテープ速度を高めた規格で、βIモードとの互換性はない）
  - SHB-βIs（βIsモードを更にハイバンド化・βIsモードでの再生も可能　ソニーの中・高級機のみに搭載）
  - βII（Beta hi-fiフォーマットをベースにした高画質モード・ノーマル音声機もあり）
  - βIII（Beta hi-fiフォーマットをベースにした高画質モード・ノーマル音声機もあり）
- EDベータフォーマット - ソニー
  - ED-βII（EDベータ対応機種のみで録画再生可能）
  - ED-βIII（EDベータ対応機種のみで録画再生可能）

|                        | ノーマル                    | Beta hi-fi | Hi-Band                      | SHB Hi-Band | ED Beta    |
| ---------------------- | --------------------------- | ---------- | ---------------------------- | ----------- | ---------- |
| FM輝度信号シンクチップ | 3.6MHz                      | 4.0MHz     | 4.4MHz                       | 4.8MHz      | 6.8MHz     |
| FM輝度信号白ピーク     | 4.8MHz                      | 5.2MHz     | 5.6MHz                       | 6.0MHz      | 9.3MHz     |
| 周波数偏移             | 1.2MHz                      | 1.2MHz     | 1.2MHz                       | 1.2MHz      | 2.5MHz     |
| 水平解像度             | 240本                       | 240本      | 270本                        | 280本       | 500本      |
| 録画モード             | βI（一部機種） / βII / βIII | βII / βIII | βIs（一部機種） / βII / βIII | βIs         | βII / βIII |
| テープ                 | 酸化鉄                      | 酸化鉄     | 酸化鉄                       | 酸化鉄      | メタル     |

## ビジネス戦略の失敗

### ビデオ戦争
ソニーは1960年代からVTR機器の方式と規格の統一を企図しており、統一規格としてU規格を制定した経緯もあり、1/2インチVTRでもこの方針を継続して各社に働きかけた。1974年にはU規格で提携した松下電器と日本ビクターにソニー側から試作機・技術・ノウハウを公開するなど規格統一に向けた取り組みを行ったが、両社からは反応がなく、1976年9月には日本ビクターから「VHS規格」VTRが発表され、結果的に規格争い（ビデオ戦争）が発生した。松下電器は1973年に発売した独自規格「オートビジョン」が全く市場に受け入れられなかったことやグループ内会社でのVX方式VTRの開発・発売、松下幸之助のベータに対する興味などもあり、販売力のある同社の選択が注目されていたが、1976年末に松下幸之助により最終的な判断が下され、後発組のハンディキャップを取り返すため「製造コストが安い」部分を重視してVHS方式の採用を決定、松下電器のベータ陣営取り込みに失敗した。

### 技術への偏りとアンチ・ユーザーフレンドリー
VHS陣営との競争による技術向上の結果とはいえ、合計で11もの録画再生規格ができ、またBeta hi-fiやHi-Bandモードで旧機種での再生で画像に影響が出る方式としたり（VHSではノーマル・Hi-Fiで完全な再生互換がある）、ソニー以外のメーカーが採用しなかったβI・βIsモード（一部例外あり）やβNR（ベータノイズリダクション・初期のノーマル音声デッキに搭載）など、再生対応機種が限られるフォーマットやノイズリダクションシステムが混在したことから、普及期においてユーザーの混乱を招くこととなった。
テープの表記もβI時代には録画時間（K-60の場合、60分を表す）だったものが、2倍モード（βII）を実質的標準にしたことで従来表記では営業政策上不利なことから（録画時間が短く受け止められてしまう）、苦肉の策としてフィートによるテープ長の表記（L-500の場合、500フィートを意味する。K-30とL-250、K-60とL-500は同じ長さである）に変更したが、録画時間が直感的に理解できず、ユーザーフレンドリーという視点を欠いていた。
またL-660（βIIIでの4時間録画対応テープ・βIIでは2時間40分）・L-750（βIIIでの4時間30分録画対応テープ・βIIでは3時間）・L-830（βIIIでの5時間録画対応テープ・βIIでは3時間20分）の各テープは、旧機種ではカウンターが対応しておらず、テープの厚みも薄くなっていることから「LT（ロングテープ）マーク」が付いた長時間テープ対応機種のみで使用可能とされていた（実質的には1980年代初頭までの最初期機種以外は全て対応していた）。βIsモードで2時間録画できるL-1000（βIs：2時間、βII：4時間、βIII：6時間）というテープの開発も進んでいたが、試作段階で終わり製品化されることはなかった。
上記のような状況から、技術革新を即時に盛り込み逐次改良を続けるベータ方式は、ハイアマチュアにこそ大いに評価されたものの、一般的な消費者や販売店などからは煩雑・難解な印象を持たれ敬遠されるようになり、結果としては家電メーカーの離反を招き、「マニア（愛好家）向け製品」といったイメージが強まり拡販に苦戦することとなった。

### 高画質モードの活用不足
ソフト産業では再生環境が限られることが敬遠されたのか、Hi-Band規格対応ソフトはリリース数が非常に少なく、実質的には非売品の店頭デモンストレーションソフトなどに用途が限られており、せっかくの高画質モードが活かされていない状況だった。ベータHiFiの場合は非Hi-Bandの場合は解像度ではVHSに若干劣るので、ビデオソフトの場合はベータのほうが低画質ということになった。
その反省か、EDベータではソニーのHDVS（高精細度ビデオシステム）を撮影・マスターに使用したソフトが制作され、ソニーショップ、秋葉原などの大手家電量販店、大手レコード店などで一般に市販され、長年にわたり製造・販売され製品カタログにも記載された。北海道上川郡美瑛町を撮影した前田真三の「四季の丘」シリーズなどは一躍有名になり、EDベータ初号機のEDV-9000には同ソフトが添付された。ただしソフトのリリース数は極めて少ない。
カムコーダではHi-Band規格対応、EDベータ規格対応製品があったものの、機種数は限られており非常に高価だった。一方のS-VHSはS-VHS-C規格のカムコーダにおいて、廉価な製品も発売されて普及している。とはいえ、カムコーダの規格としては8ミリビデオやその上位高画質規格であるHi8のほうがより普及していた。8ミリビデオ規格の旗振り役を務めたのは他ならぬソニーであり、それがためにHi-Bandベータ、EDベータのカムコーダに注力できなかったという事情もあった。

### 劣勢と新聞広告
VHS陣営の積極的なOEM供給、精力的なソフトウエアビジネスも行ったことで、ベータ陣営は販売こそ先行したものの徐々に劣勢となり、陣営内でもVHS機器を併売する企業が出るなど足並みが崩れていった。ソニーは機器のOEM供給を申し入れた一部企業に対して「ソニーはOEM供給をしない方針」を示しており、自らベータ市場拡大を停滞させるジレンマに陥った。ベータ陣営は効果的な対応策が打てず、VHS陣営に鞍替えする家電メーカーも少なくないことで勢力は低下の一途を辿り、VHS陣営の勝利が決定的になった1984年、ソニーはイラストにサトウサンペイを起用して「ベータマックスはなくなるの?」「ベータマックスを買うと損するの?」「ベータマックスはこれからどうなるの?」という奇抜な見出しの新聞広告を1月25日から4日間連続で掲載した。4日間全ての紙面には「これからもベータマックス（この部分はロゴ入り）。ビデオはソニー。」と大きく書かれ、それぞれの紙面には同時に「答えは、もちろん「ノー」。」「もちろん発展し続けます。」というコピーが入り、最終日には「ますます面白くなるベータマックス!」と締めくくり、当時の新製品を告知する逆説的アプローチだったのだが、多くの消費者からは広告の意図がうまく理解されず、これを機にベータ離れが劇的に進んだことはソニー自身も認めている。

### レンタルビデオ
1988年頃にはベータを重点的に取り扱った全国的なレンタルビデオ店「Hit☆Land」をソニーおよび直営店が展開し、VHS専門に傾き始めていたビデオレンタルでベータを取り持とうとしたが、すでにVHSしか出さないビデオソフトも多数出始めていた影響を受け、そのまま衰退した。

### ユーザーの傾向
上記のようにベータが圧倒的少数派になる中、「VHSが多数派になっても簡単には乗り換えしない（できない）」という層が、ベータの主力ユーザーとなっていった（マニア層は、必要とあらばVHSへ転向は厭わない層でもあった）。従って精力的な技術投入とは裏腹に、ベータの機器の売れ筋は非Hi-Fiの廉価機が大半であり、VHSユーザーよりもHi-Fiや上位規格のEDベータの普及率は低かった。このような状勢下、1993年にソニーが市場に投入したベータの最終機種は、Beta hi-fi／Hi-Band対応だがEDベータには非対応となるコンベンショナルモデルのSL-200Dだった。

## ベータ神話
かつてハイアマチュア層の一部にベータフォーマットのVHSに対する様々な優位性を熱狂的にとらえる、いわゆるベータ神話が存在したが、テープメディアを用いるVTRそのものが主力ではない現在、過去のフォーマットの評価として冷静な分析が行われている。
VHSの高規格版であるS-VHSは、新製品の投入の度に画質向上の努力（色信号処理、ドロップアウトノイズ対策、3次元YC分離、3次元ノイズリダクション、タイムベースコレクタの装備など）がなされたが、EDベータは販売数でも後塵を拝していたことから、1990年を最後に新製品が投入できず、付加的な画質向上策がほとんどなされなかった。規格上でのスペックではEDベータが圧倒的優位だが、実質上の画質では1990年以降も精力的に画質向上を図った新製品を投入したS-VHSのほうが上だと評価する雑誌（『月刊ビデオSALON』／玄光社刊）・評論家（飯田明）もあった。1993年にはEDベータを規格上でのスペックでも凌駕するW-VHSが開発されている。
Hi-Bandベータに関しては、ノーマルVHSよりも画質が上回っていることは、多くの評論家・ビデオ雑誌で見解がほぼ一致していた。規格としてはHi-Bandベータは水平解像度ではVHSを上回るものの、SN比では劣り一長一短であるが、ビデオテープの性能向上によるSN比の改善により欠点は克服された。また、周波数偏位幅が1.2MHzとVHSより広かったため、白から黒への階調表現が豊かであったことも有利に働いている。雑誌などでEDベータの機器が紹介された時には「Hi-Bandベータが十分（すぎる位に）高画質なので、EDベータを使う必然性があまりない」とも評された。
画質の良さとカセットのコンパクトさから「技術で勝っていたベータがVHSに負けた」、「技術の優れる製品が勝てるわけではない」という総括のされ方もされることがあるが、VHSは当初から2時間録画に対応し、初期のビデオデッキでもベータよりも軽く、特殊再生や製造が比較的容易な点など、初期の頃であってもベータよりも優位な点もあった。国士舘大学理工学部教授の大高敏男は機械設計において重要な要素として品質・コスト・納期の三つを挙げ、コストを下げるために留意すべきポイントとして組み立てやすさ・製造のしやすさへの配慮や部品点数の削減を挙げているが、ベータはVHSより部品点数が多く調整にも精度を要求された。

## 年表

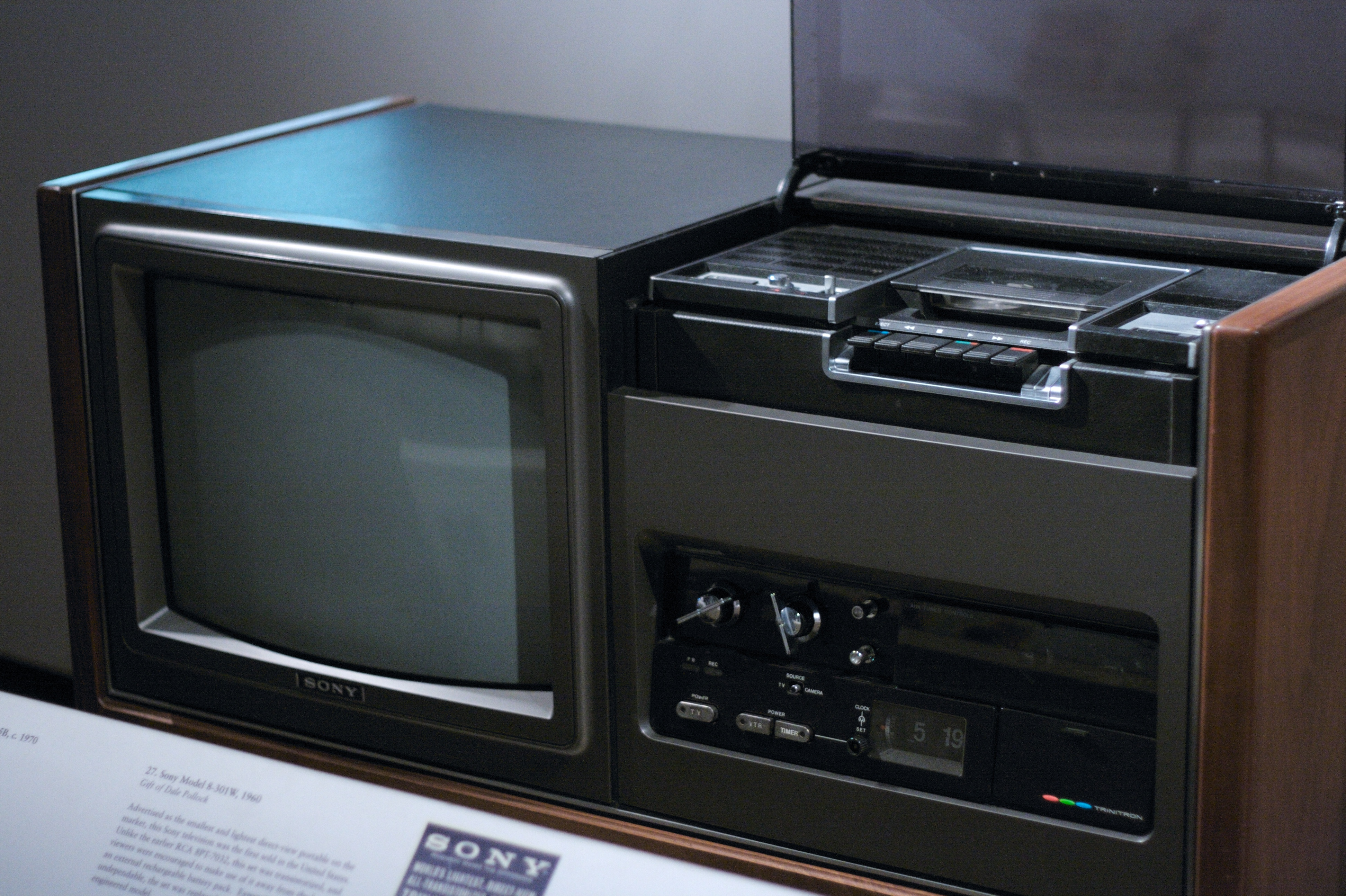
アメリカで発売されたトリニトロン方式カラーテレビとベータマックス「SL-6200」を搭載した「LV-1901D」

※会社名表記のない機種についてはソニーが発売。
- 1975年（昭和50年）
  - 5月10日 - ベータマックスVTR1号機 SL-6300 発売（TVチューナー別売）
  - 7月10日 - 裏番組録画可能なTVチューナー内蔵1号機 SL-7300 発売
- 1976年（昭和51年）10月10日 - 松下電器のVX方式VTR「VX-2000」、ビクターのVHS方式VTR「HR-3300」の対抗機として低価格品の SL-7100 発売、ビデオテープを値下げ[11]
- 1977年（昭和52年）
  - 2月2日 - アメリカ最大のカラーテレビメーカー（当時）のゼニス社とベータマックスの製造・販売に関して業務提携
  - 2月2日 - 東京芝浦電気（現：東芝）、三洋電機との共同開発でベータマックスを基本とした「ベータフォーマット」を発表
  - 3月 - 2時間録画が可能なベータマックスX2（βII）を搭載した SL-8100 発表（4月発売）[注釈 13]
  - 4月1日 - 東京芝浦電気がベータ方式VTR1号機 V-5200 発売（βII搭載機）、三洋電機がベータ方式VTR1号機 VTC-9000 発売（βII搭載機）[注釈 13]
  - 4月 - パイオニア、アイワとベータマックスに関して業務提携
  - 6月 - ベータマックス方式がIEEE（電気電子技術者協会）の1977年度最優秀論文賞を受賞
  - 9月 - 三洋電機が2時間録画専用機 VTC-9100 発売（後に上ぶたをメタルから木目に代えて価格を下げたVTC-9100W 発売）
  - 10月 - 2時間録画専用機 SL-8500 発売
  - 11月 - 東京芝浦電気が2時間録画専用機 V-5300 発売
  - 11月 - 新日本電気（後の日本電気ホームエレクトロニクス）がベータ陣営に参画
  - 12月 - ゼネラル（現：富士通ゼネラル）がベータ陣営に参画
- 1978年（昭和53年）
  - 3月 - アフレコ機能、ワイヤードポーズリモコン採用機 SL-8300 発売
  - 10月 - 東京芝浦電気がプログラムタイマー搭載機 V-7100 発売
- 1979年（昭和54年）3月 - 音声多重放送ステレオ録音対応機 SL-J7 発売
- 1980年（昭和55年）
  - 11月 - SL-J9 発売。コマ送りしてもブレない特性からアニメオタクのステータスとなった[29]。テレビアニメ『J9シリーズ』の名前の由来でもある。
- 1981年8月 - フロントローディング採用機 SL-J10 発売
- 1982年3月 - リニアタイムカウンター搭載、厚さ8cm「VIDEO PROFEEL」SL-F11 発売

- 1983年（昭和58年）

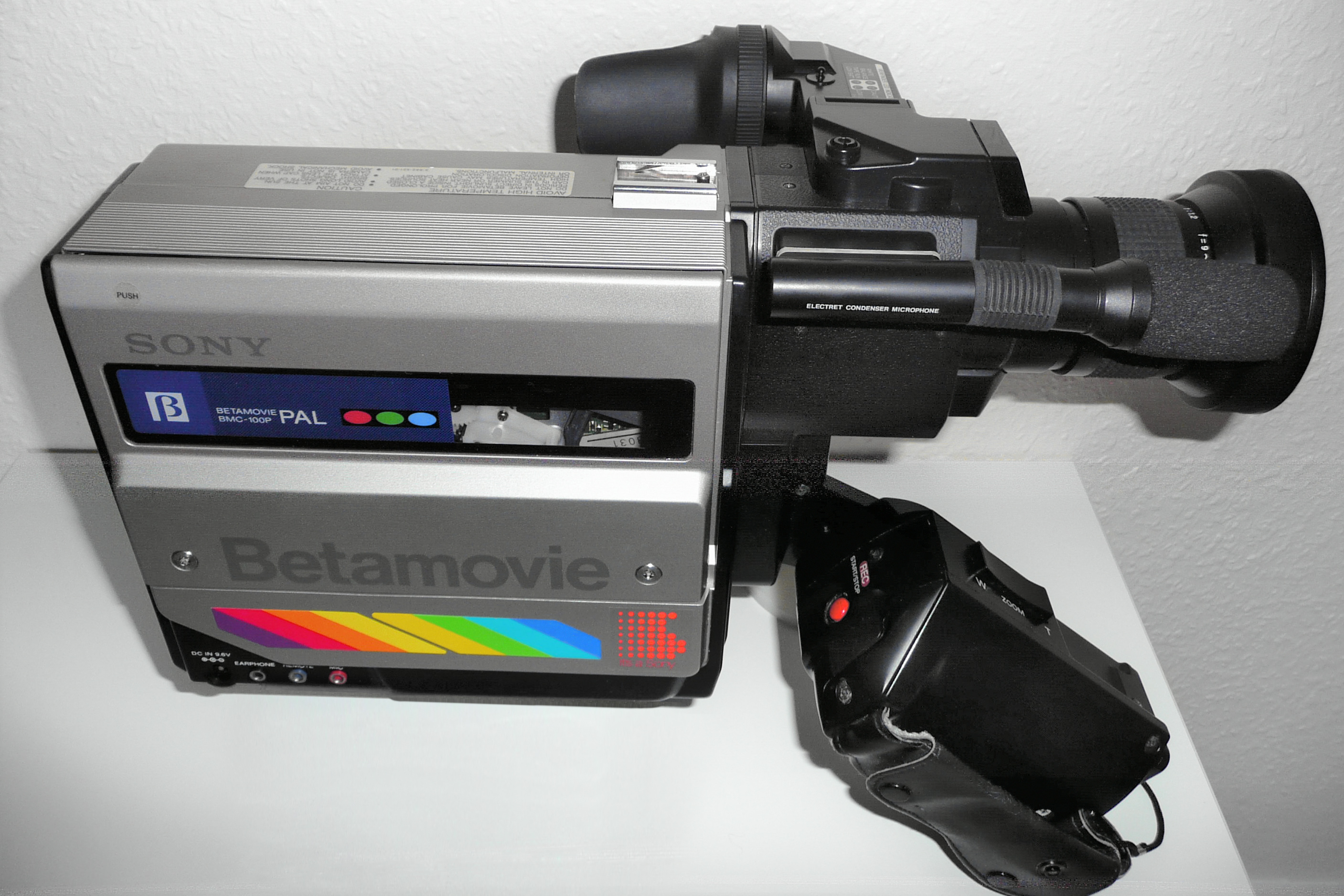
ベータ方式カムコーダ1号機「Betamovie」（ベータムービー）BMC-100P

  - 4月 - Beta hi-fi対応VTR1号機 SL-HF77 発売
  - 7月 - ベータ方式カムコーダ1号機「Betamovie」（ベータムービー）BMC-100 発売
  - 10月 - HiFiプロセッサー増設でBeta hi-fi対応可能な「BetaPlus」SL-HFR30 発売
- 1984年（昭和59年）
  - 1月25日 - ベータマックス販促キャンペーン第1弾「ベータマックスはなくなるの?」
  - 1月26日 - ベータマックス販促キャンペーン第2弾「ベータマックスを買うと損するの?」
  - 1月27日 - ベータマックス販促キャンペーン第3弾「ベータマックスはこれからどうなるの?」
  - 1月28日 - ベータマックス販促キャンペーン第4弾「ますます面白くなるベータマックス!」
- 1985年（昭和60年）
  - 2月 - 5.6MHz Hi-Band VTR「BetaPRO」SL-HF900 発売（ベータマックス発売10周年モデル、水平解像度270本以上）
  - 7月 - 5.6MHz Hi-Band カムコーダ「Hi-Band Betamovie」 BMC-600 発売
  - 9月 - リニアスケーティングメカ搭載機 SL-HF705 発売
- 1986年（昭和61年）
  - 2月 - 5.6MHz Hi-Band VTR「BetaPRO II」SL-HF900mkII 発売（ワイヤレスエディターにジョグダイヤルを採用）
  - 9月 - 6.0MHz Super Hi-Band VTR「BetaPRO3000」SL-HF3000 発売（水平解像度280本以上）
  - 11月 - リニアスケーティングメカ、デジタルメモリー搭載機 SL-HF1000D 発売
- 1987年（昭和62年）
  - 2月 - 6.0MHz SHB Hi-Band カムコーダ「Betamovie PRO」 BMC-3000 発売
  - 10月1日 - EDベータ VTR1号機「EDBataPRO」EDV-9000 発売（水平解像度500本以上）
- 1988年（昭和63年）6月 - EDベータ方式カムコーダ「ED CAM」EDC-50 発売
- 1990年（平成2年）11月 - SL-2100 発売（ベータマックス発売15周年記念モデル）
- 1993年（平成5年）4月1日 - ベータ方式最後のVTR SL-200D 発売
- 2002年（平成14年）8月27日 - ベータ方式VTRの生産終了を発表[30][2]
- 2009年（平成21年）10月1日 - 家庭用ベータ方式VTR1号機「SL-6300」が重要科学技術史資料（未来技術遺産）として登録される（登録番号：第00038号）[19]。
- 2015年（平成27年）11月10日 - ソニーがベータ方式ビデオカセットを2016年3月で生産終了することを発表[3]

## その他
- 放送用の規格として、カセットハーフの大きさを同一とした別方式BETACAMを開発して松下電器のMフォーマットと対抗、こちらでは機器サイズのコンパクトさ、編集システムのラインナップなどで市場を制し、放送用ビデオ機器のデファクトスタンダードとなり、松下主導のMIIフォーマットを圧倒した。
- テレビ神奈川などで放送されていた『SONY MUSIC TV』は、ベータマックスのプロモーションを兼ねた番組でもあった。βIIモードの最長録画時間（200分）が当時のVHS標準モード（160分）より長いことをアピール材料として、VHS標準モードで録画しきれない時間で構成される番組を制作した。アニメ映画『銀河鉄道999』2作などがビデオソフトになった際も、同様の理由でVHS版ではカット版になっている（洋画のようにカセット2本組とするには短すぎてコストがかさむ）。
- ベータマックスが日本市場で敗退した大きな要因として「アダルトビデオでVHSに負けたから」という指摘がある[27][31]。1980年代前半の業界黎明期のアダルトビデオメーカーはいずれも小規模なものだったことから、多くはテープコピーなどの機材に2つの規格の機器を揃えるだけの経営体力がまだ無く、アダルトビデオがVHS普及の一翼を少なからず担ったという見方は根強く存在している[31]。そうしたこともあり、松下電器の「れんたろう」や東芝の「レンタルポジション」といったレンタルビデオ再生に適したVHS機のCMでもそれを思わせるシーンが出てくるほどだった。後のBlu-ray DiscとHD DVDの競合でも初期からアメリカのアダルト業界は安価なHD DVDの支持を表明したため[32]、これによって東芝率いるHD DVD陣営に有利になるのではないかとの憶測が飛び交ったが、その直後にBlu-ray Discでもアダルトビデオが作られている[33]。
- アメリカで販売を開始した際、アメリカの著作権法には日本の著作権法のような私的複製に関する例外規定がなかったため、録画機を製造したソニーや実際に録画を行った個人が、映画会社のユニバーサル・シティ・スタジオから著作権侵害で訴えられた。音楽業界や消費者、著作権法を改正しようという議員まで巻き込んだ8年にわたる激しい裁判の結果、ソニーが勝訴。無料の放送を録画することは著作権法違反に当たらないとの判断が下された。日本ではベータマックス事件（英語版）[34]、ベータマックス訴訟と呼ばれる[35]。
- 1983年12月にソニーはパイオニアからLD-7000のOEM供給を受けてレーザーディスク陣営でビデオディスク戦争に加わった。商品名はレーザーマックス（英語: LASERMAX）LDP-150で、ベータマックスの韻を踏んでいる。
- ベータマックスと呼ばれる、豚や鶏の血を固めたフィリピンのストリートフードがある。この料理の名前はビデオテープのベータマックスに由来する。

## Beta規格ビデオデッキの愛称
- ソニー「ベータマックス」（Betamax）
- 東京芝浦電気（現：東芝）「Vオート」（V-AUTO）→「ビュースター」（VIEWSTAR）
- 三洋電機「ベータコード」（βCORD）→「マイコニック」（MICONIC）
- ゼネラル「ベータテクニカ」（BetaTECHNICA）
- 新日本電気（後の日本電気ホームエレクトロニクス）「ベータファイブ」（Beta5）→「ビスタック」（VISTACK）
- アイワ「アビマックス」（AVIMAX）[注釈 14]
- パイオニア「ハイビスタ」（HiVista）
- なお、ベータ方式カムコーダは各社共通で「ベータムービー」（Betamovie）の愛称が使用された。

## ベータが登場した作品
ここでは、ベータが作品内において主要なアイテムとなったタイトルのみを取り上げる。
カウボーイビバップ
第18話のエピソード。ベータのテープを入手した主人公が、悪戦苦闘しながらビデオデッキを取りに行くが、VHSのデッキで再生できなかった。
ウォーリー (映画)
ウォーリーが自宅で再生させるビデオがベータテープで、iPodの画面に接続して再生している。テープは録画防止のスイッチがあることから、ベータカムSPもしくはEDベータであると思われる。